# Agrotis peruensis
Agrotis peruensis là một loài bướm đêm trong họ Noctuidae.